# Victor Wooten
Victor Wooten   (Mountain Home, 11 de setembre de 1964) és un baixista, compositor i productor discogràfic estatunidenc. Ha estat baixista de Béla Fleck and the Flecktones des de la formació del grup el 1988 i membre de la banda SMV amb dos baixistes més, Stanley Clarke i Marcus Miller. Del 2017 al 2019 va gravar com a baixista de la banda de metall Nitro.
És propietari de Vix Records, a través de la qual publica els seus propis àlbums. Va escriure la novel·la The Music Lesson: A Spiritual Search for Growth Through Music. I també publicà el llibre seqüela The Spirit of Music: The Lesson Continues el febrer de 2021.
Wooten ha arribat a guanyar fins a cinc Premis Grammy. Va guanyar també el premi de Millor Intèrpret de Baix elèctric per la revista Bass Player tres vegades i és la primera persona que ha guanyat més d'una vegada aquest premi. El 2011, va ser posicionat com el número 10 del Top 10 de Baixistes de Tots els Temps per la revista Rolling Stone.

## Carrera musical i primers anys
Nascut en la parella de Dorothy i Elijah Wooten, Victor és el més jove de cinc germans, Regi, Roy, Rudy, i Joseph Wooten, tots ells músics. Regi va començar a ensenyar Victor a tocar el baix quan tenien dos i sis anys, actuant amb els seus germans a la seva banda familiar, The Wooten Brothers Band. Com a família de la Força de l'Aire dels Estats Units, van traslladar-se sovint quan Wooten era jove. La família s'establí a Newport News (Virginia) l'any 1972. Wooten Graduat de Denbigh Institut dins 1982. Mentre dins institut, ell i els seus germans van jugar en el local de música del país a Busch parc de tema dels Jardins en Williamsburg, Virginia. Dins 1987, va viatjar a Nashville, Tennessee, per visitar amics que va fer al parc de tema. Un d'ells era un enginyer d'estudi que li va introduir a Béla Fleck, amb qui ha sovint va col·laborar.
L'any 2000, Wooten va crear un programa de formació anomenat Bass/Nature baixistes en un campament a Victor Wooten's Center for Music and Nature que incloïa també formació en altres instruments musicals. Els seus campaments eren a Wooten Woods, un retir de 147 acres a Only (Tennessee), prop de Nashville. Wooten coliderà el "Victor Wooten/Berklee Summer Bass Workshop" a la Berklee College of Music de Boston. A Berklee i els seus campaments, col·labora amb el membre de Berklee Bass Department, Steve Bailey. El dos baixistes han estat ensenyant junt des d'inicis dels anys 90.
El juny/de maig 2014 Victor Wooten va aparèixer a la portada de la revista Making Music Magazine presentant aquests campaments.

## Tècnica
L'evolució en els mètodes de construcció de baixos elèctrics, amb un punt d'acció més baixa (la distància entre la corda i el diapasó) semblant més a una guitarra de 4 cordes, va permetre a Wooten desenvolupar noves tècniques de pulsació que no havien estat descobertes a l’època. Va desenvolupar la tècnica del double-thumb (o doble polze) creada per Stanley Clarke, qui usava el polze i cordes fines (de baix calibre) de manera similar a la pua d'una guitarra juntament amb la tècnica de l'slap funky, i la tècnica open-hammer-Pluck ("slap-martelleig-pop"), que de vegades utilitzava juntament amb múltiples hammer-on (o martelleig).
Els últims anys després que se li diagnostiqués distonia focal l'estil de Victor Wooten és menys precís i li ha suposat un sobreesforç per controlar el moviment dels seus dits.

## Filosofia
Tot i que els baixos de Wooten reben molta atenció, la seva resposta més freqüent davant els fans és que "el baix no fa música... ets tu qui la fas" i continua argumentant que la característica més important d'un baix és el seu confort a l'hora de tocar; això està relacionat amb la creença de Wooten que la música és un llenguatge, i llavors, igual que quan un parlem ens fixem en les paraules en comptes de la boca, de la mateixa manera, en escoltar música no hem de centrar l'atenció en l'instrument ens hem de centrar en el músic.

## Equipament

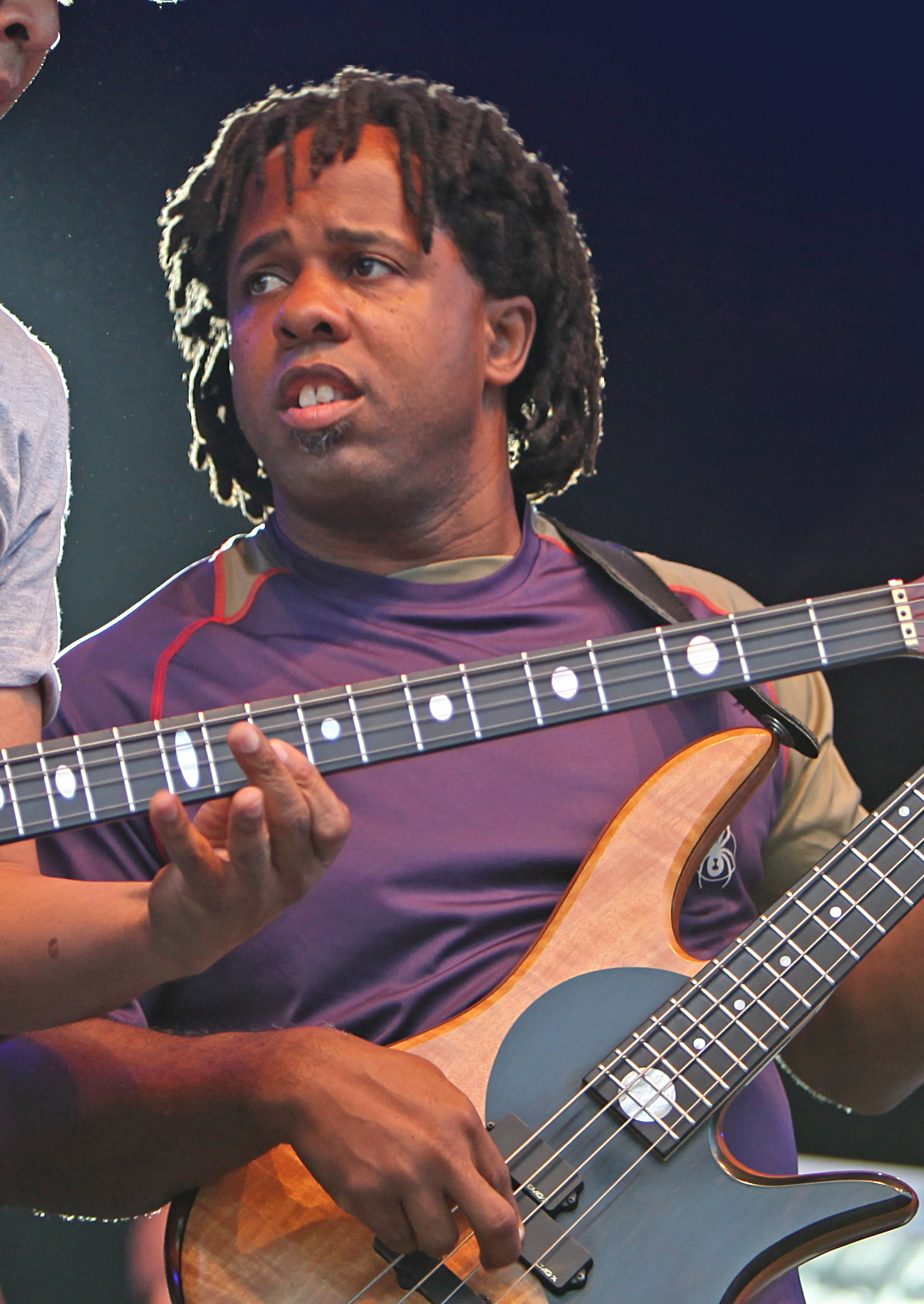
Wooten actuant l'any 2009

Wooten ha fet servir més sovint baixos elèctrics de la marca Fodera, de la qual té un model signature. El seu model més famos de Fodera, és un 1983 Monarca Deluxe referit com a "número 1", i que du un pont model 2400 Kahler Tremolo System. El seu model Fodera "Yin Yang" de baix (co-dissenyat i creat per Wooten) incorpora el símbol Yin Yang —que Wooten usa en diversos mitjans de comunicació—com a punt focal del disseny i la construcció de la part superior. El símbol és creat de dues peces de fusta acabada de forma natural (banús i grèvol, per exemple), amb un patró també de Yin-Yang.
Així com intèrpret de baix elèctric (tant amb trasts com sense trasts) i de contrabaix, Victor també va tocar el violoncel a l'institut. Encara el toca el violoncel ocasionalment amb l'agrupació Flecktones així com amb l'any 2012 també ho va fer amb la gira de Sword and Stone/Words.
| - Fodera Yin-Yang Bass - Fodera Monarch 4 - Compito Fretless 5 - Conklin Guitars Victor Wooten Mobile Electric Upright Bass - Taylor AB-1 Acoustic Electric Bass | - 3Leaf Audio You're Doom Fuzz - Boss GT-6B Bass Effects Processor - Source Audio Soundblox Pro Multiwave Bass Distortion Pedal - Rodenberg Victor Wooten Signature GAS-VV - Peterson StroboStomp2 Pedal Virtual Strobe Tuner - Boss RC-50 Loop Station - EBS Bass IQ - Rodenberg GAS Distortion Lee Ritenour signature - Radial Bassbone OD - TC Electronic Corona Chorus - TC Electronic Polytune 2 - DigiTech Bass Whammy - Zoom B3 Mulltieffect Pedal - 3Leaf Audio Wonderlove Deluxe Envelope Filter - DigiTech JML2 JamMan Stereo | - D'Addario ETB92 Tapewound Bass, Medium, 50-105, Long Scale - D'Addario EXL170 Nickel Round Wound Bass Strings - Fodera Nickel 4-String 4095 Ultralight - DR Pure Blues Bass Strings, Lite gauge 40-100 - Roland SC-55 Sound Canvas - Furman PL-Pro C Power Conditioner - Lexicon JamMan - Radial Firefly |

## Discografia
| - The Wootens with The Wootens (Arista, 1985) - A Show of Hands (Compass, 1996) - What Did He Say? (Compass, 1997) - Vital Tech Tones with Vital Techtones (Tone Center, 1998) - Cookbook with Bass Extremes (Tone Center, 1998) - Yin-Yang (Compass, 1999) - VTT2 with Vital Techtones (Tone Center, 2000) - Just Add Water with Bass Extremes (Tone Center, 2001) - Live in America (Compass, 2001) - Soul Circus (Vanguard, 2005) - Palmystery (Heads Up, 2008) - The Music Lesson (Vix, 2011) - Words & Tones (Vix, 2012) - Sword & Stone (Vix, 2012) - Trypnotyx (Vix, 2017) - Béla Fleck and the Flecktones (Warner Bros., 1990) - Flight of the Cosmic Hippo (Warner Bros., 1991) - UFO Tofu (Warner Bros., 1992) - Three Flew Over the Cuckoo's Nest (Warner Bros., 1993) - Tales from the Acoustic Planet (Warner Bros., 1995) - Live Art (Warner Bros., 1996) - Left of Cool (Warner Bros., 1998) - Greatest Hits of the 20th Century (Warner Bros., 1999) - Outbound (Columbia, 2000) - Live at the Quick (Columbia, 2002) - Little Worlds (Columbia, 2003) - Ten From Little Worlds (Columbia, 2003) - The Hidden Land (Columbia, 2006) - Jingle All the Way (Rounder, 2008) - Rocket Science (eOne, 2011) | Com a col·laborador Amb Mike Stern These Times (ESC, 2003) Who Let the Cats Out? (Heads Up, 2006) All Over the Place (Heads Up, 2012) Trip (Heads Up, 2017) Amb altres Darol Anger, Heritage (Six Degrees, 1997) Steve Bailey, Evolution (Victor, 1994) Eric Bibb, Jericho Road (DixieFrog, 2013) Paul Brady, Spirits Colliding (Fontana 1995) Alex Bugnon, 107 degrees in the Shade (Orpheus/Epic, 1991) Jeff Coffin, Mutopia (Compass, 2008) Jeff Coffin, The Inside of the Outside (Ear Up, 2015) Bootsy Collins, Tha Funk Capital of the World (Mascot, 2011) Bootsy Collins, World Wide Funk (Mascot, 2017) Larry Coryell, Cause and Effect (Tone Center, 1998) John Cowan, Sixty (Compass, 2014) The Duhks, The Duhks (Sugar Hill, 2005) Stuart Duncan, Stuart Duncan (Rounder, 1992) Tommy Emmanuel, Little by Little (Favored Nations, 2010) Bill Evans, Soulgrass (BHM, 2005) Bill Evans, The Other Side of Something (Intuition, 2007) Gov't Mul , The Deepest End (Evangeline, 2003) David Grier, Lone Soldier (Rounder, 1995) David Grier, Evocative (Dreadnought, 2009) Greg Howe and Dennis Chambers, Extraction (Tone Center, 2003) India Arie, Testimony: Vol. 1, Life & Relationship (Motown, 2006) Keb Mo , The Reflection (Yolabelle, 2011) Buckshot LeFonque, Buckshot LeFonque (Colúmbia, 1994) Natalie MacMaster, Blueprint (Rounder, 2003) Dave Matthews Band, Live in Chicago at the United Center 12.19.98 (RCA, 2001) Jaco Pastorius, Word of Mouth Revisited (Heads Up, 2003) Mark O'Connor, The New Nashville Cats (Warner Bros., 1991) Charlie Peacock, Love Press Ex-Curio (Runway Network, 2005) Jonathan Scales, Jonathan Scales Fourchestra (Ropeadope, 2013) SMV, Thunder (Heads Up, 2008) Shane Theriot, Highway 90 (Shose, 2000) Steve Weingart, Dialogue (Skeewa Music, 2011) Matt White, Worlds Wide (Ear Up, 2017) Keller Williams, Dream (SCI Fidelity, 2007) |